# San Ignacio de Velasco
San Ignacio de Velasco és una ciutat de Bolívia, capital de la província de José Miguel de Velasco en el departament de Santa Cruz. El 2005 tenia 23.569 habitants.
El Parc Nacional Noel Kempff Mercado està situat al municipi de San Ignacio de Velasco i part del municipi de Baures de la província d'Iténez, al sud-est del Departament de Beni.